# Hypena elongalis
Hypena elongalis är en fjärilsart som beskrevs av Fabricius 1794. Hypena elongalis ingår i släktet Hypena och familjen nattflyn. Inga underarter finns listade i Catalogue of Life.